# Otto Widmer
Otto Widmer (* 9. Januar 1855 in Steinhof; † 29. März 1932 in Wangen bei Olten) war ein Schweizer römisch-katholischer Geistlicher und Leiter eines Kinderheimes.

## Leben
Otto Widmer war der Sohn des Landwirts Johann Josef Widmer und dessen Ehefrau Anna Maria, geb. Schäfli.
Er besuchte das Gymnasium Solothurn und danach das dortige Lyzeum. Sein Theologie-Studium absolvierte er an der Universität Tübingen und der Universität Paris.
Nach seinem Ordinandenkurs im Priesterseminar in Luzern erhielt er 1880 die Priesterweihe und war von 1880 bis 1916 Pfarrer in Gretzenbach.
Otto Widmer, dessen Amtszeit stark vom Kulturkampf belastet war, wollte einen Verein gründen, der Waisen und Kinder aus Alkoholikerfamilien sowie Kinder aus schwierigen Verhältnissen aufnahm. Sein Vorhaben fand bald die Unterstützung vieler Geistlicher und einflussreicher Männer aus Wirtschaft und Politik. 
Er bekam ein älteres, strohbedecktes Bauernhaus in Däniken geschenkt und begann dort mit dem Aufbau eines Kinderheims. Durch die Unterstützung der Schuhfabrikanten Albert Strub (1854–1928) und Josef Anton Glutz, die das Werk förderten und ihm ein Haus in Rickenbach schenkten gründete er am 14. Dezember 1891 den Verein St. Joseph-Anstalt Däniken-Rickenbach, es folgten Filialen 1893 in Nunningen, 1896 in Olten, 1897 in Balsthal, 1903 in Dornach und 1909 in Hägendorf. Den Start seiner sozialen Tätigkeiten konnte Pfarrer Otto Widmer nur realisieren, weil es ihm gelang, Schwestern vom Heiligen Kreuz des Klosters Ingenbohl für die Mitarbeit zu gewinnen. 
1916 wurde Pfarrer Otto Widmer das frühere Knabeninstitut von Wilhelm Breidenstein († 1889) von dessen Sohn und das Bachtelenbad in Grenchen zum Kauf angeboten. Mit Hilfe des Grenchener Pfarrers Ernst Niggli (1882–1929) konnte er das weitläufige Bachtelenbad mit einem angegliederten Landwirtschaftsbetrieb für 115.000 Franken in Grenchen erwerben und verlegte seine Gründungen dorthin. Im Sinne einer Straffung des gesamten Betriebes, hob er die Kinderheime Däniken, Dornach und Nunningen auf und verlegte sie nach Grenchen, wo die Institution unter der Bezeichnung Kinderheim Bachtelen fortgeführt wurde, an dem auch eine Schule angeschlossen war.
Er gab seine Tätigkeit als Pfarrer in Gretzenbach auf und amtierte von 1916 bis 1925 als Direktor der St. Josephsanstalt. Ordensschwestern versahen ihren Dienst im Schulzimmer ebenso wie in der Küche, der Wäscherei und an den Betten der Kleinsten, oft weit über das Pensionsalter hinaus.
Aufgrund von Unzulänglichkeiten in der Heimführung, gedrängt davon Missstände abzustellen, verlangte Otto Widmer den Ordensschwestern zu viel ab und die öffentliche Hand blieb mit der finanziellen Förderung aus, wurde er 1925 durch Bischof Joseph Ambühl zur Demission gebeten und legte 1928 auch sein Amt als Präsident der St.-Joseph-Stiftung nieder und wirkte dann als Frühmesser.
Das Kinderheim Bachtelen wurde 2009 umbenannt in Sonderpädagogisches Zentrum für Verhalten und Sprache; heute betreuen rund 200 Angestellte 600 Kinder.

## Schriften (Auswahl)
- Jugendgottesdienst: katholisches Gesang- und Gebet-Büchlein für die Jugend. Olten 1907.